# Alternatív Kossuth-díj

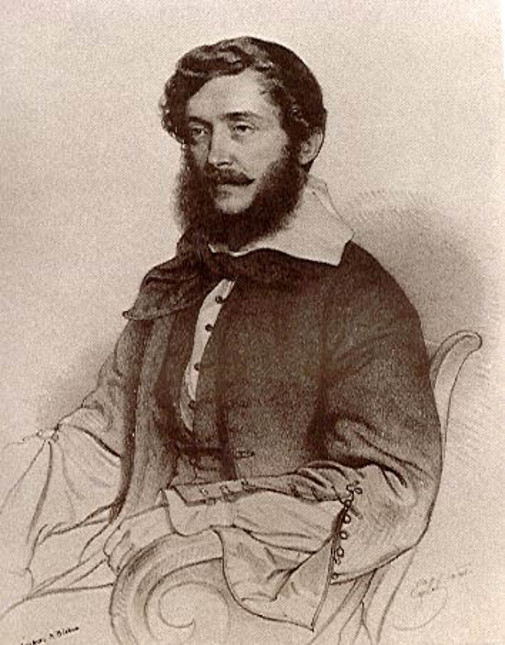
Kossuth Lajos

Az alternatív Kossuth-díj nevű elismerést 1996-ban hozta létre Balogh Gyula vállalkozó, és Földváry Györgyi budapesti lakos. Az Alternatív Magyar Művészeti Díj Alapítvány kuratóriumának tagja öt, állami Kossuth-díjjal kitüntetett művész, akik az induláskor: Gyurkovics Tibor író, az alapítvány elnöke, Jankovics Marcell filmrendező, Makovecz Imre építész, Melocco Miklós szobrászművész valamint Schrammel Imre keramikus voltak.

## Története
Földváry Györgyi a díjátadás után nyilatkozta, hogy 1996-ban azért hozták létre a díjat, mert ebben az országban „rettenetesen” befolyásolja a politika a művészeti díjakat, így szükség van olyan civil díjakra, amelyek valóban az életművet és nem a politikai hovatartozást díjazzák. Arra a kérdésre, mi volt annak az oka, hogy 1999–2002 és 2011-től nem osztották ki a díjat, azt válaszolta, hogy olyan kormány van az ország élén, amely megpróbálja azokat a művészeket értékelni, akik megérdemlik a díjazást.[forrás?]
Valójában a kiváltó ok Hernádi Gyula Kossuth-díjával kapcsolatos, aki mellett többen kardoskodtak, azonban az ígéretek ellenére „a nyilvánvalóan félgonosz hiszteroliberálok” mégsem tüntették ki. Az elnök úgy fogalmazott, hogy a kuratórium politikailag „független lesz a mindenkori államtól s annak szörnyű szellemétől”. azonban később kiderült, hogy ez a jobboldali szellemiségre nem vonatkozik, hiszen amikor az állam Orbán-kormányzás alatt állt, még egyszer sem osztották ki a díjat. Szintén jobboldali elkötelezettségüket mutatja, hogy amikor Döbrentei Kornél a Polgári körök szervezésében szélsőséges, uszító beszédet tartott a Tilos Rádió ellen, és emiatt közel 100 író hagyta ott a Magyar Írószövetséget, akkor neki ítélték a díjat.

## Díjazottak
- 1996: Hernádi Gyula író[1]
- 1997: Bertha Bulcsu író, újságíró (posztumusz)[4]
- 1998: Mészöly Dezső író[4]
- 1999: nem osztották ki
- 2000: nem osztották ki
- 2001: nem osztották ki
- 2002: nem osztották ki
- 2003: Wass Albert író, költő (posztumusz)[1][5]
- 2004: Döbrentei Kornél költő[2][4][6]
- 2005: Berecz András mesemondó[7]
- 2006: Szalay Károly író és Nagy Ervin építész
- 2007: Reviczky Gábor színész[8][9]
- 2008: Medveczky Ádám karmester[10]
- 2009: Kubik Anna színművész[11]
- 2010: Szvorák Katalin népdalénekes, előadóművész[12]